# كأس هونغ كونغ 2008–09
كأس هونغ كونغ 2008–09 (بالصينية: 2008–09年香港足總盃) هو موسم من كأس هونغ كونغ. كان عدد الأندية المشاركة فيه 15، وفاز فيه نادي تاي بو.